# Cussons (Osona)
Cussons es una localidad que forma parte del municipio de Sora, en la comarca de Osona, provincia de Barcelona. Se halla al sur del término municipal, junto a la carretera BV4654 que la conecta con San Agustín de Llusanés por el oeste y con San Quirico de Besora y la C-17 por el este y al lado de la riera de Cussons que corre paralela a la carretera. 
Su población a 1 de enero de 2015 era de 49 habitantes (28 varones y 21 mujeres).

## Historia
Las iglesias de Sant Pere del Puig y Sant Pere del Pla (actualmente desaparecida) constan documentadas por primera vez en el acta de consagración de la iglesia de San Quirico de Besora (usque ad parroquiam sancti Petri de Plano et Sancti Petri de Podio).

## Lugares de interés
- Iglesia de Sant Pere del Puig, de estilo románico.